# Skulpturenweg Rheinland-Pfalz
Der Skulpturenweg Rheinland-Pfalz besteht aus einer Vielzahl an Teilstücken in allen Regionen des Landes Rheinland-Pfalz. Er entstand als Initiative des Landes zur Förderung von Kunstprojekten im öffentlichen Raum.

## Projektbeschreibung
Mit einem Bildhauersymposium bei Trippstadt begann 1986 der Skulpturenweg Rheinland-Pfalz. Auch bei den weiteren Symposien verblieben die Kunstwerke, meist aus Materialien der Region gefertigt, am Entstehungsort. Auf diese Weise entstand ein Netz aus figurativen und abstrakten Plastiken und Skulpturen in Rheinland-Pfalz – an Radwegen, Wanderwegen und im öffentlichen Raum. Neben regional bekannten Bildhauern beteiligten sich auch internationale Künstler. Der Skulpturenweg Rheinland-Pfalz soll nach und nach alle Landesteile durch Kunstwerke verbinden.

## Übersicht über die Teilstücke (Auswahl)
Etwa 40 Bildhauersymposien haben bisher in Rheinland-Pfalz stattgefunden. Der Großteil wird vom Ministerium für Bildung, Wissenschaft, Weiterbildung und Kultur detailliert beschrieben.
- 1982: Skulpturenpark TU Kaiserslautern – mit Bildhauersymposien[2]
- 1986: Skulpturenweg Schweinstal – mit Bildhauersymposien[3][4]
- 1989: Skulpturenweg Jockgrim – mit Bildhauersymposium[5]
- 1992: Skulpturenweg Karlstal – mit Bildhauersymposien[6]
- 1993: Skulpturenweg Kandel – mit Bildhauersymposium[7]
- 1994: Skulpturenweg Trippstadt-Stelzenberg – mit Bildhauersymposien[8]
- 1995: Skulpturenweg Rodalben – mit Bildhauersymposium[9]
- 1996: Skulpturenweg Oberwesel[10]
- 1997: Skulpturenweg Germersheim mit Bildhauersymposium[11]
- 1998: Skulpturenpark Alter Friedhof in Pirmasens – mit Bildhauersymposium[12]
- 1999: Skulpturenweg Hagenbach – Lauterburg – mit Bildhauersymposium[13]
- 2000: Kaiserslautern und Krickenbach
- 2001: Steine am Fluss (zwischen Konz und Palzem) – mit Bildhauersymposien[14]
- 2002: Skulpturenweg Bad Neuenahr-Ahrweiler – mit Bildhauersymposium[15]
- 2003: Skulpturenradweg Bitburg zwischen Bitburg und Steinheim – mit Bildhauersymposium[16]
- 2004: Trier[17]
- 2005: Kaiserslautern[18]
- 2007: Skulpturen am Fluss (zwischen Konz und Serrig) – mit Bildhauersymposium[19]
- 2011: Steine für Steinwenden – mit Bildhauersymposium[20]

## Private Initiativen (Auswahl)
Mit der Zeit beteiligten sich auch einzelne Kommunen, private Träger und Stiftungen.
- Im Tal, Stiftung Wortelkamp
- Gerda & Kuno Pieroth Stiftung[21]
- Skulpturenufer Remagen, Arp Museum
- Skulpturen Rheinland-Pfalz e. V.[22]
- Palatia-Art e. V.[23]